# 萨瓦大区
薩瓦大区是馬達加斯加的23個大區之一，位於該國東北部，北面和東面是印度洋，南接阿纳兰吉鲁富大区和苏菲亚大区，西鄰迪亚纳大区，首府是桑巴瓦，下分4縣，面積25,518平方公里，2004年人口約805,300。

## 外部連結
- SAVA Region – official site